# Harald Sæverud

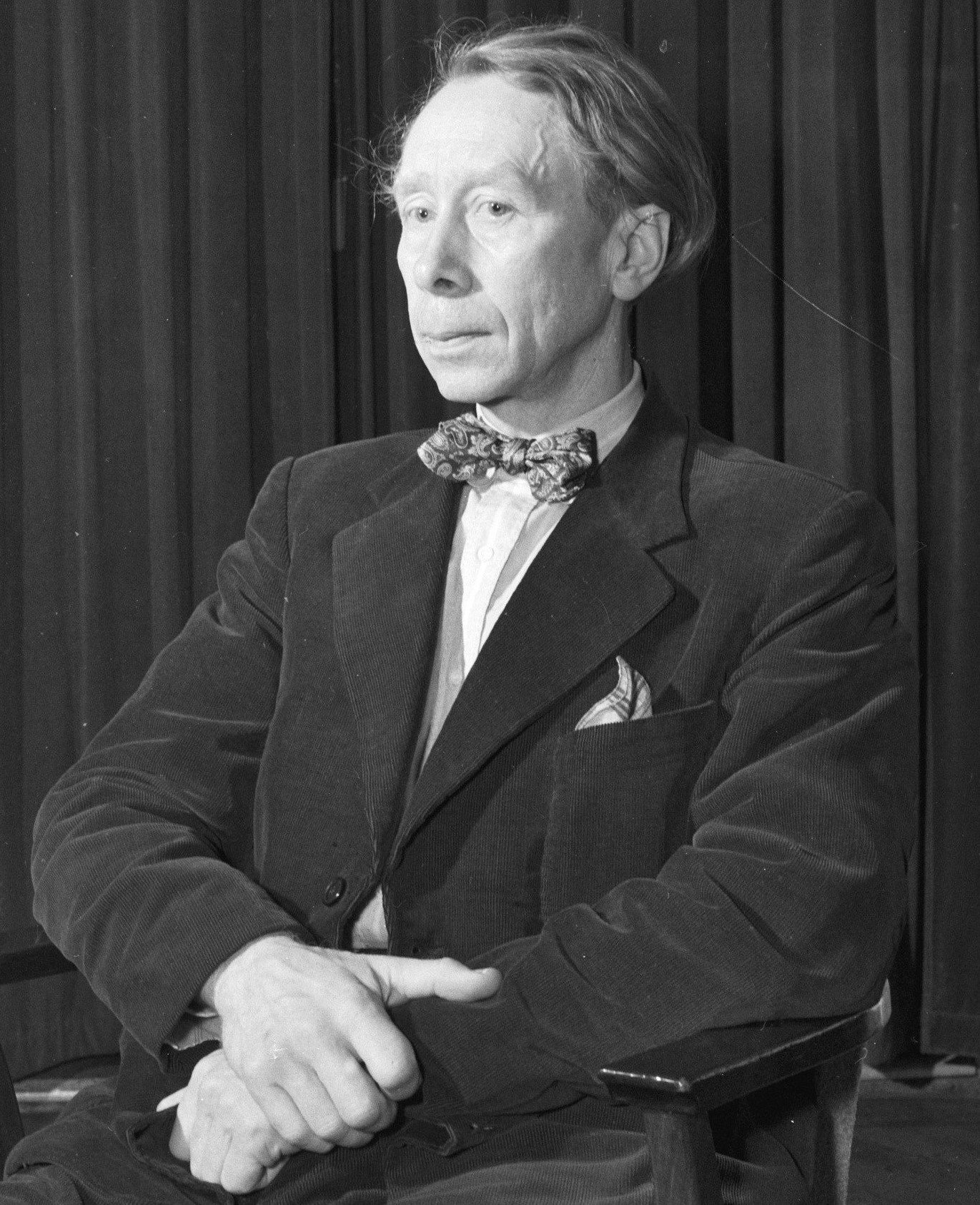
Harald Sæverud, 1949

Harald Sigurd Johan Sæverud (* 17. April 1897 in Bergen; † 27. März 1992 ebenda) war ein norwegischer Komponist.

## Leben
Mit neun Sinfonien ist Sæverud einer der wichtigsten skandinavischen Symphoniker des 20. Jahrhunderts. Bekannt wurden aber insbesondere auch seine Musik zu Peer Gynt (1947), sein Rondo Amoroso sowie die Ballade vom Aufstand (Kjempeviseslåtten), die während des Zweiten Weltkriegs geschrieben wurde und das musikalische Symbol des norwegischen Widerstandes gegen die deutsche Besatzung darstellt.

Das im Jahr 2000 im Stadtpark von Bergen errichtete Sæverud-Monument des Bildhauers Bernar Venet

Sæverud wurde im Stadtteil Nordnes von Bergen geboren. Er wohnte viele Jahre in Rådal in der früheren Fana-Kommune, wo sein Haus Siljustøl heute als Museum eingerichtet ist.
1915 begann Sæverud seine Ausbildung an der Musikakademie Bergen. Er studierte Klavier und Musiktheorie bei Borghild Holmsen, einer anerkannten Pianistin und Komponistin mit Abschluss am Musikkonservatorium Leipzig. Nach Beendigung seines Studiums in Bergen ging Sæverud nach Berlin (1920–1921) und Paris (1925).
Sæveruds Schaffen, das fast ausschließlich aus Instrumentalwerken besteht, kann in zwei Hauptkategorien eingeteilt werden: Werke für Klavier und Werke für Orchester. Unter seinen Orchesterwerken finden sich neun Sinfonien, Konzerte für Oboe, Violine, Klavier und Fagott sowie einige kleinere meist einsätzige Werke. Seine Musik zu Ibsens Peer Gynt gilt als ein „antiromantisches“ Gegenstück zu Edvard Griegs bekannter Musik zum gleichen Drama.
Darüber hinaus ist es schwierig, Sæveruds Musik einem bestimmten Stil zuzuordnen. Er wird oft zu den Atonalisten gerechnet, obwohl viele seiner Werke deutlich tonal sind. Sein häufiger Gebrauch der Dissonanz, überwiegend lineare Satztechniken und unkonventionelle Melodiebildungen sind vielleicht das, was man am ehesten als typisch für seine Musik ansehen könnte. Auch fallen in einigen Werken, besonders in der Sinfonik, sehr originelle formale Lösungen auf. Obwohl Sæverud in melodischer und rhythmischer Hinsicht sich gern von der norwegischen Volksmusik anregen ließ, wirken die meisten seiner Werke (im Gegensatz etwa zu denen seines Zeitgenossen Geirr Tveitt) kaum folkloristisch. Auch verwendete er keine originalen Volksmelodien. Selbst gab er in späteren Jahren gerne Wolfgang Amadeus Mozart und Joseph Haydn als zwei seiner wichtigsten Inspirationsquellen an.
Harald Sæverud starb mit 94 Jahren und wurde nach einem Staatsakt auf dem Grundstück von Siljustøl begraben. Er war der Vater der Komponisten Ketil Hvoslef und Tormod Sæverud.

## Siljustøl Museum

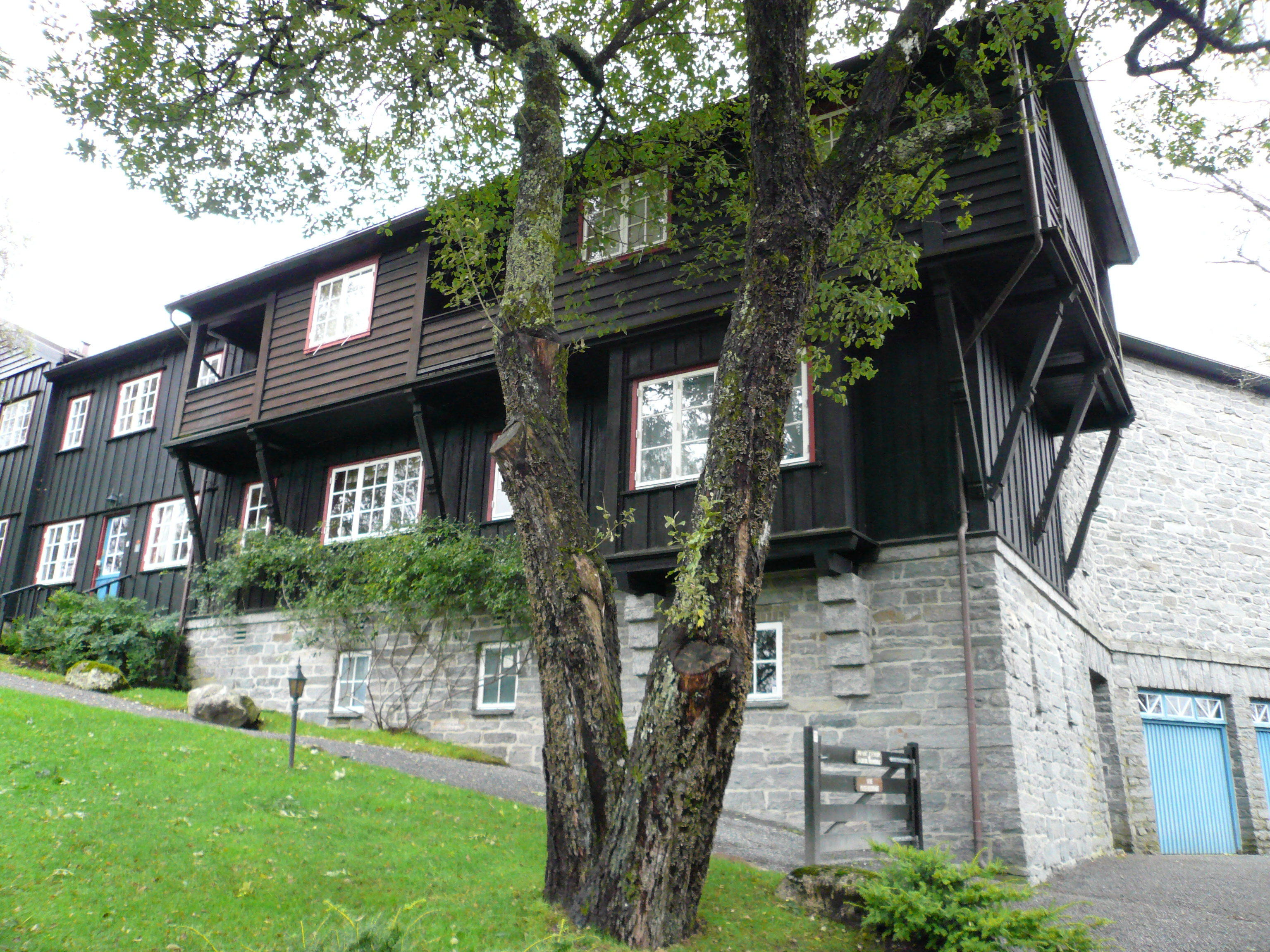
Siljustøl, seit 1939 Harald Sæveruds Wohnhaus in der Nähe von Bergen und seit 1997 Museum

Das Sijustøl Museum in Rådal ist ein dem Komponisten gewidmetes Museum. Es gehört neben dem Edvard-Grieg-Museum in Troldhaugen zum Verbund des Bergen Museum.

## Werke (Auswahl)

### Orchester

#### Sinfonien
- 1. Sinfonie (1916–1919)
- 2. Sinfonie op. 4 (1922)
- 3. Sinfonie op. 5 (1926)
- 4. Sinfonie op. 11 (1937)
- 5. Sinfonie op. 16 Quasi una fantasia (1941)
- 6. Sinfonie op. 19 Dolorosa (1942)
- 7. Sinfonie op. 27 Psalm (1944/45)
- 8. Sinfonie op. 40 Minnesota (1958)
- 9. Sinfonie op. 45 (1965/66)

#### Konzerte
- Cellokonzert op. 7 (1931)
- Oboenkonzert op. 12 (1938)
- Klavierkonzert op. 31 (1948–1950)
- Violinkonzert op. 37 (1956)
- Fagottkonzert op. 44 (1965/1985–1987)

#### Sonstige Orchesterwerke
- Rondo amoroso op. 14A/7 (1941)
- Kjempeviseslåtten (Ballade des Aufruhrs) op. 22a/5 (1943)
- Peer Gynt Suite Nr. 1 op. 28,1 (1947)
- Peer Gynt Suite Nr. 2 op. 28,2 (1947/54)
- Mozart-Motto-Sinfonietta op. 50 (1972)
- Ouvertura Monumentale op. 53 (1976)

### Duo, Kammermusik
- Rondo amoroso. Fassung für Bläserquintett von Oscar Haugland
- 20 kleine Violinduette op. 32 (1951)
- 1. Streichquartett op. 49 Serenade der zwei Rivalen (1970)
- 2. Streichquartett op. 52 (1975)
- 3. Streichquartett op. 55 (1978)
- Andante funebre für Violoncello und Klavier op. 44 II (1981)

### Klaviermusik
- 5 Capricci op. 1
- Rondo amoroso. Nr. 7 aus Leichte Stücke für Klavier op. 14 (1939)
- Slåtter og stev fra Siljustøl. Suite Nr. 1 op. 21 (1942)
- Slåtter og stev fra Siljustøl. Suite Nr. 2 op. 22 (1943)
- Slåtter og stev fra Siljustøl. Suite Nr. 3 op. 24 (1944)
- Slåtter og stev fra Siljustøl. Suite Nr. 4 op. 25 (1966)
- Peer Gynt. Elf Stücke aus op. 28 (1947)
- Fuglefløyt-Variasjoner op. 36 (1968)

### Vokalmusik
- Solveigs Lied für Sopran und Klavier aus Peer Gynt op. 28 (1947)
- Peer Gynt-Psalmen für Gesang und Klavier oder Orgel op. 28 IV (1947)
- Sjå Soli på Anaripigg nach einer alten Volksweise für gemischten Chor a cappella op. 35 (1952)